# 私市円山古墳
私市円山古墳（きさいちまるやまこふん）は、京都府綾部市私市町にある古墳時代中期の古墳。墳丘直径70メートル、高さ約10メートルであり、京都府下の円墳としては最大規模。

## 概要
近畿自動車道敦賀線（現在の舞鶴若狭自動車道）の建設に伴う事前調査により古墳が確認され、1988年（昭和63年）に公表された。それまでは古墳の存在は知られていなかった。この発見により古墳の保存が要望され、舞鶴若狭道は現場の工法を切り通しからトンネルに変更され、墳丘は保存されることとなった。
墳丘は3段構成であり由良川の河原石が葺石として敷き詰められていた。墳丘の1段目と2段目の平坦部には円筒埴輪が並べられていた。発掘調査では家形・短甲形等の形象埴輪や土師器が出土している。
埋葬施設は中央・北・南の3か所確認された。うち中央主体部と北側主体部には木棺が収められ、中央主体部からは短甲、衝角付冑、鉄刀等の武器・武具類、農工具、鏡、玉類等の副葬品が出土した。北側主体部からは短甲、衝角付冑、鉄刀等の武器・武具類、鏡、玉類等に加え、38本の矢が収められた胡籙が出土している。被葬者は由良川の中流域を治めていた王であるとされる。中央と北側の主体部の被葬者の関係は兄弟であるのか親子であるのかは不明である。従者を埋葬したと推定される南側主体部には農工具等が副葬されていた。
古墳の保存が決定されると、綾部市は私市円山古墳環境整備構想を策定し、葺石が敷き直され、円筒埴輪のレプリカが並べられ、周辺に広場やあずまやを設置するなど古墳公園として復元・整備され、1993年（平成5年）5月に「私市円山古墳公園」として開園。1994年（平成6年）に国の史跡に指定された。
2014年（平成26年）8月には、京都府北部を襲った豪雨によって、墳丘の北西側中腹部が幅10mにわたって崩落する被害を受けた。

## 文化財

### 国の史跡
- 私市円山古墳 - 平成6年3月23日指定[2]。

### 京都府指定文化財
- 有形文化財
  - 私市円山古墳出土品（考古資料） - 内訳は後出[3]。綾部市資料館保管。平成16年3月19日指定[4]。

第一埋葬
- 仿製鏡残欠 1面分
- 玉類
  - 瑪瑙勾玉 2個
  - 溶結凝灰岩管玉 残欠共 4個
  - 緑色凝灰岩管玉 残欠共 4個
  - 水晶棗玉 1個
  - 水晶小玉 16個
  - ガラス小玉 26個
- 甲冑類
  - 鉄衝角付冑（三尾鉄付） 1頭
  - 鉄短甲 1領
  - 鉄頸甲 1領
  - 鉄肩甲 1組
  - 革草摺残欠 一括
- 鉄剣 2口
- 鉄鏃 残欠共 38本
- 鉄地金銅張胡籙金具 1組分
- 竪櫛残欠 11個

第二埋葬
- 捩文鏡 1面
- 玉類
  - 瑪瑙勾玉 1個
  - 溶結凝灰岩勾玉 3個
  - 緑色凝灰岩勾玉 3個
  - 溶結凝灰岩管玉 1個
  - 緑色凝灰岩管玉 残欠共 38個
  - ガラス小玉 残欠共 7個
  - 滑石臼玉 165個
- 甲冑類
  - 鉄衝角付冑（錣付） 1頭
  - 鉄短甲 1領
- 鉄刀 3口
- 鉄刀子 4本
- 鉄鏃 残欠共 73本
- 農工具類
  - 鉄斧 7本
  - 鉄鎌 5個
  - 鉄手鎌 5個
  - 鉄鍬 4個
  - 鉄鉇 2本
  - 鉄鑿 2本
  - 鉄刀子 7本
- 竪櫛残欠 9個

第三埋葬
- 溶結凝灰岩勾玉 1個
- 鞘口金具 1個
- 鉄鏃 残欠共 42本
- 農工具類
  - 鉄斧 1本
  - 鉄鎌 2本
  - 鉄鍬 2本
  - 鉄鉇 1本
  - 鉄刀子 1本

墳丘
- 円筒形埴輪 2個
- 埴輪 残欠共 一括
- 土器 残欠共 一括

## 交通アクセス
- 舞鶴若狭自動車道 福知山ICより約20分
- JR山陰本線 高津駅から徒歩 （道のり約2km）

## 参考画像

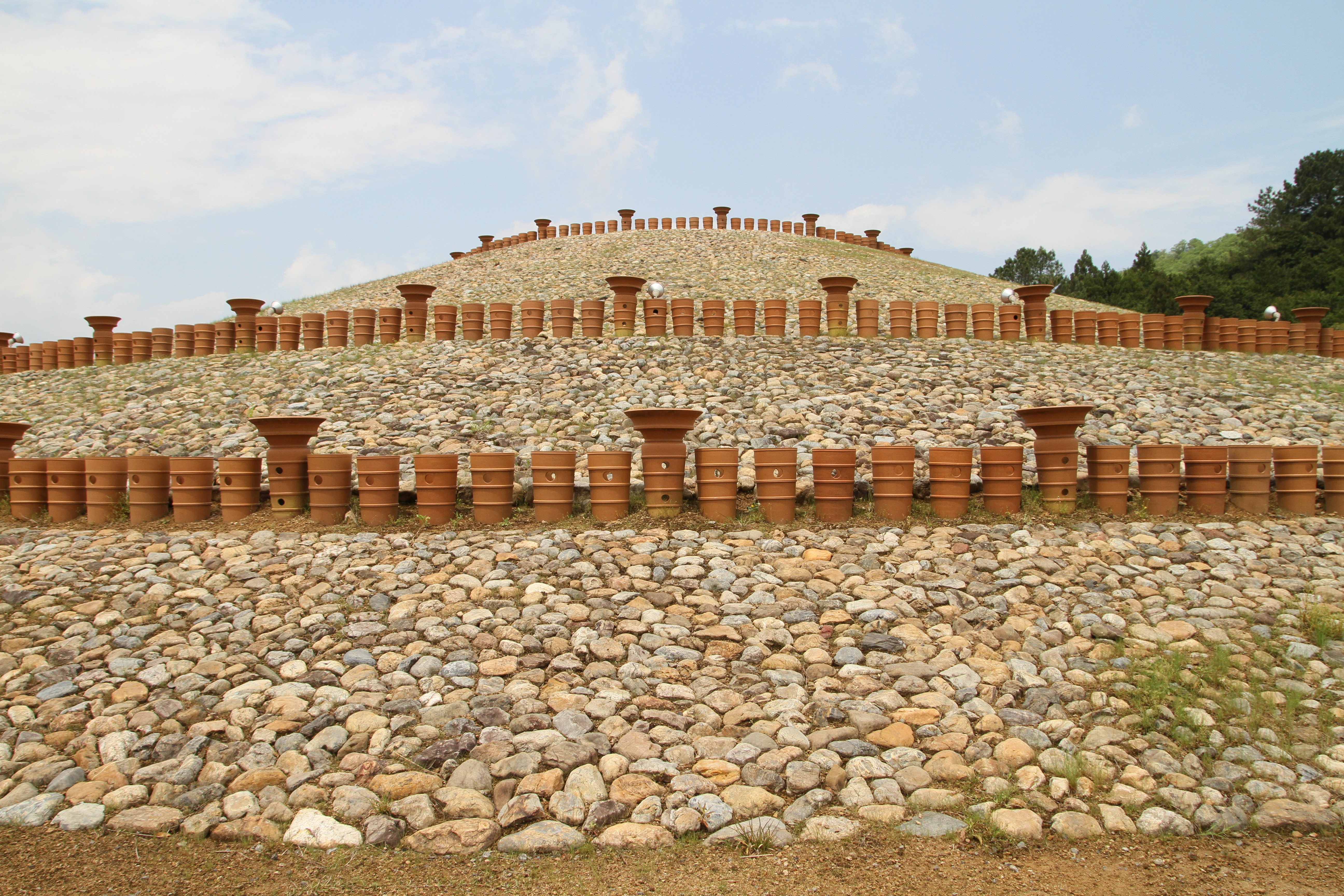
墳丘
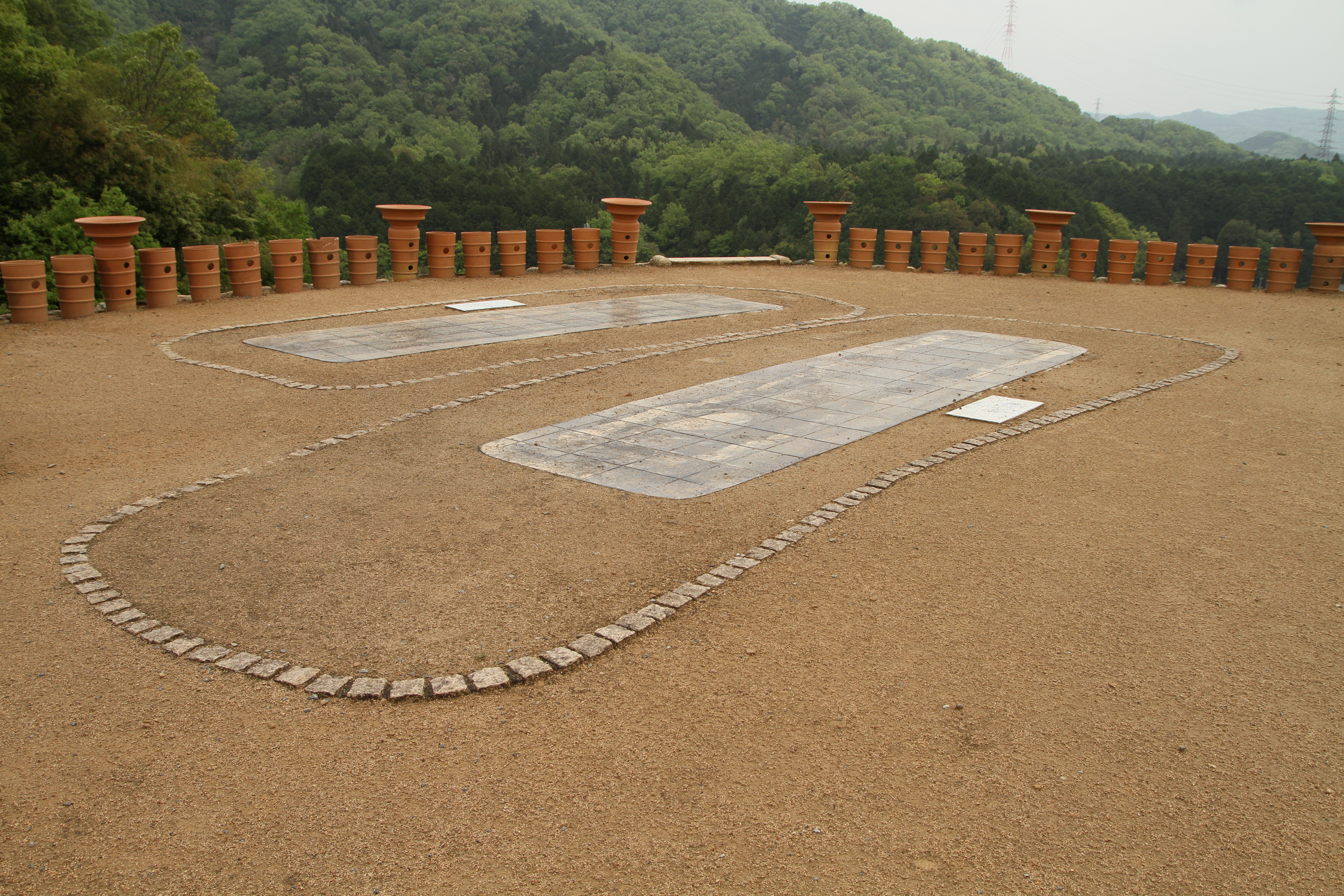
墳頂
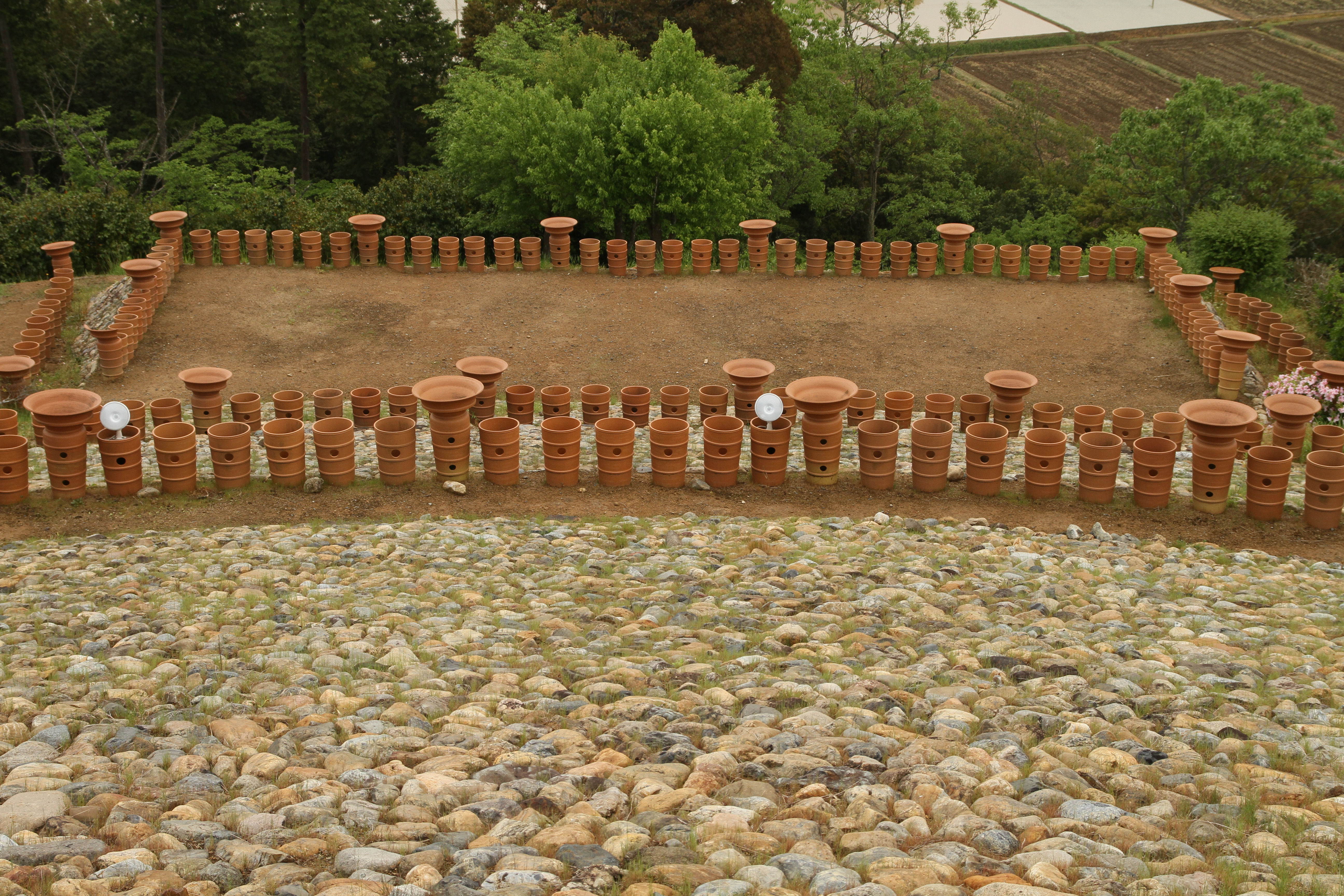
造出し
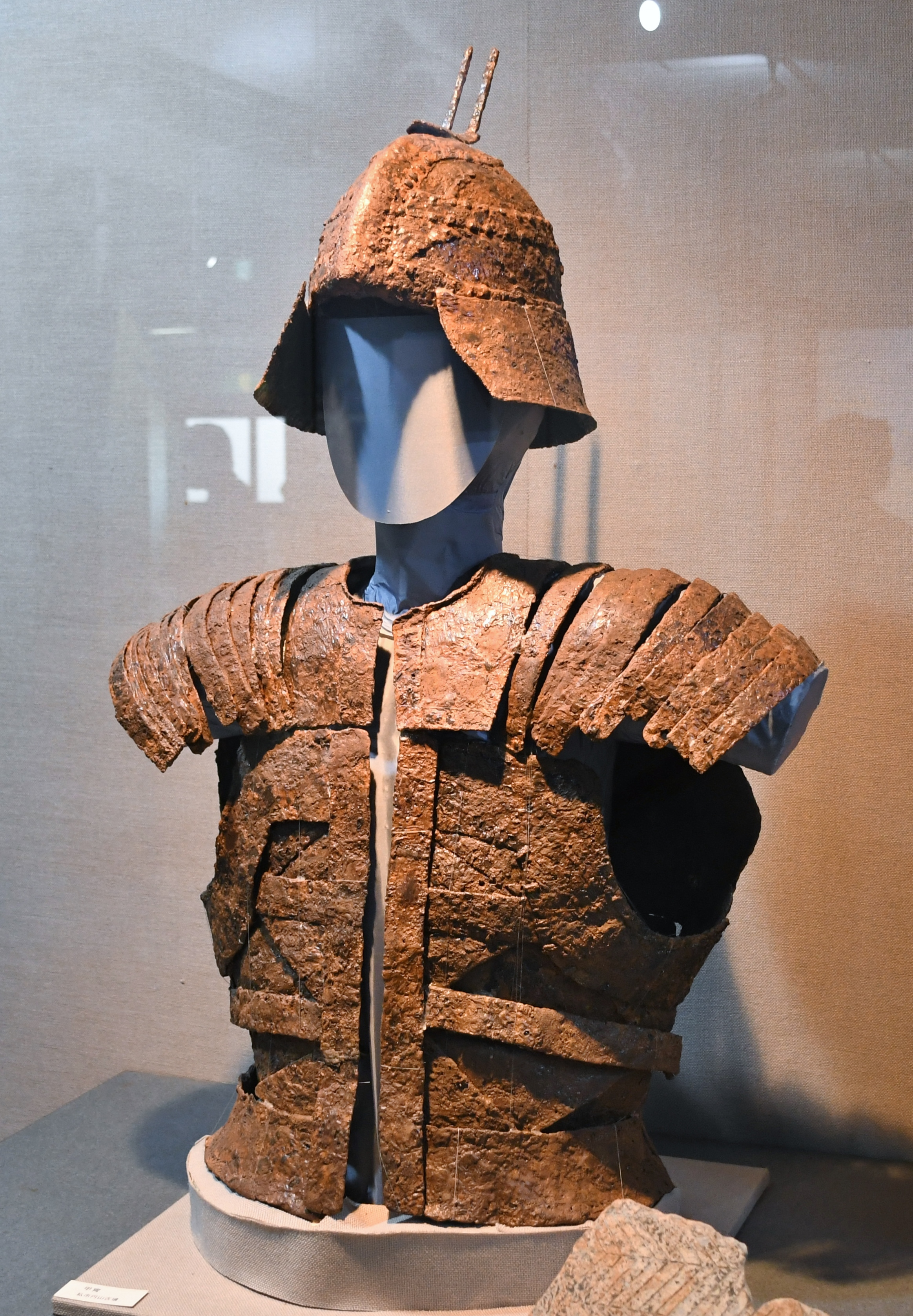
甲冑 綾部市資料館展示。